# Stofglimschoteltje
Stofglimschoteltje (Lecania erysibe) is een korstmossoort uit het geslacht Lecania. Het leeft in symbiose met een chlorococcoïde alg.

## Ecologie
Stofglimschoteltje groeit hoofdzakelijk op eutroof, stenig substraat.

### Syntaxonomie
In de syntaxonomie staat stofglimschoteltje te boek als kensoort voor de sinaasappelkorst-associatie (Calogayetum pusillae).

## Verspreiding
In Nederland komt stofglimschoteltje vrij algemeen voor. Het staat niet op de rode lijst en is niet bedreigd.

## Foto's

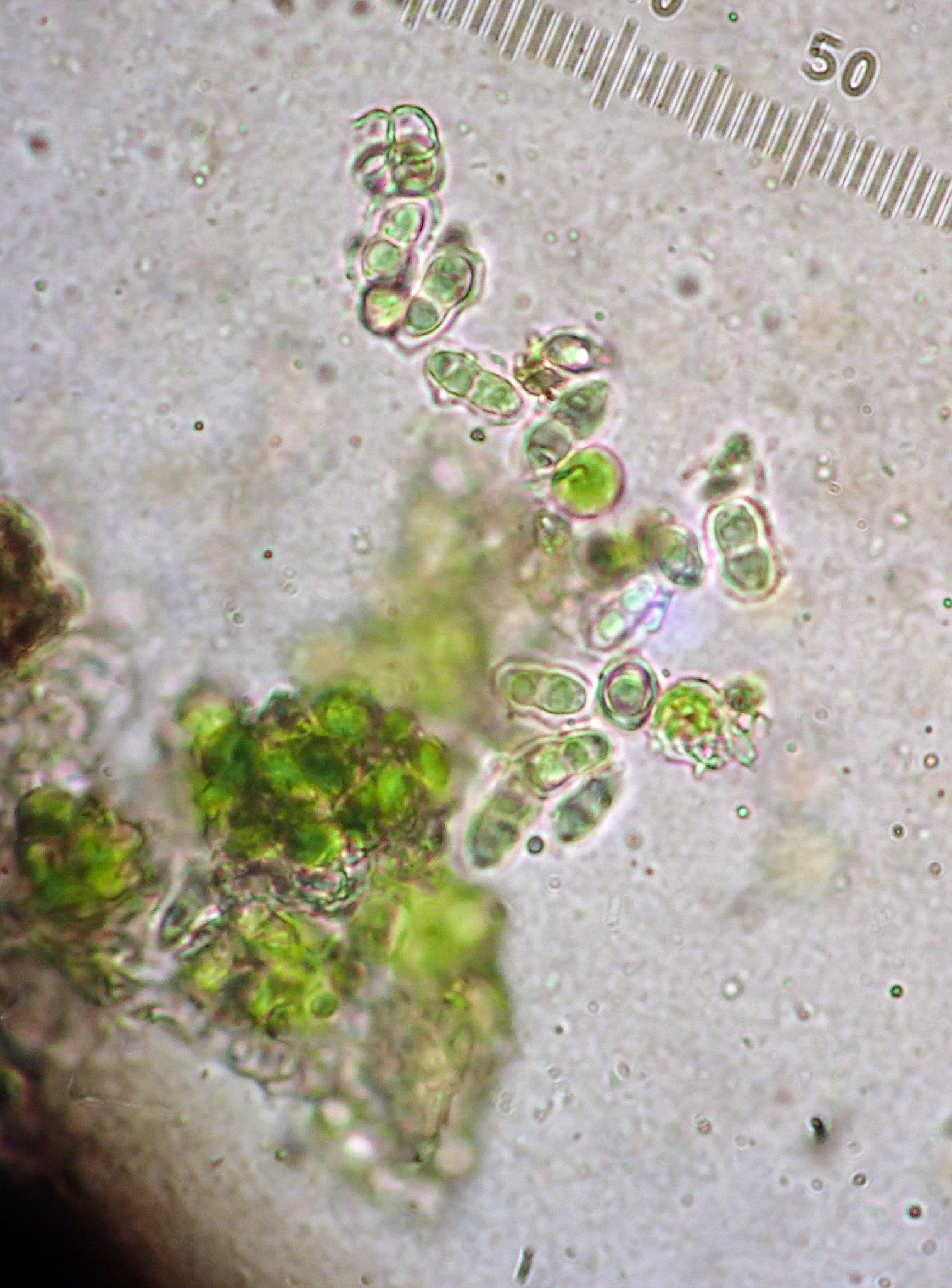
Tweecellige sporen